# Atroxima afzeliana
Atroxima afzeliana är en jungfrulinsväxtart som först beskrevs av Daniel Oliver och Chod., och fick sitt nu gällande namn av Otto Stapf. Atroxima afzeliana ingår i släktet Atroxima och familjen jungfrulinsväxter. Inga underarter finns listade i Catalogue of Life.